# 로렌즈 하트
로렌즈 밀턴 하트(영어: Lorenz Hart, 1895년 5월 2일 ~ 1943년 11월 2일)는 미국의 작사가이자 브로드웨이 작곡팀 로저스와 하트의 일원이었다. 그의 가장 유명한 가사로는 "Blue Moon", "The Lady Is a Tramp", "Manhattan", "Bewitched, Bothered and Bewildered", "My Funny Valentine" 등이 있다.